# Marshall Rifai
Marshall Rifai, född 16 mars 1998, är en kanadensisk professionell ishockeyback som är kontrakterad till Toronto Maple Leafs i National Hockey League (NHL) och spelar för Toronto Marlies i American Hockey League (AHL).
Han har tidigare spelat för Harvard Crimson i National Collegiate Athletic Association (NCAA) och Omaha Lancers och Des Moines Buccaneers i United States Hockey League (USHL).
Rifai blev aldrig NHL-draftad.

## Statistik
| Källa: Utv = Utvisningsminuter Uppdaterad: 2024-02-20 | Källa: Utv = Utvisningsminuter Uppdaterad: 2024-02-20 | Källa: Utv = Utvisningsminuter Uppdaterad: 2024-02-20 |                                           | Grundserie                                | Grundserie                                | Grundserie                                | Grundserie                                | Grundserie                                |                                           | Slutspel                                  | Slutspel                                  | Slutspel                                  | Slutspel                                  | Slutspel |
| Säsong                                                | Lag                                                   | Liga                                                  | Matcher                                   | Mål                                       | Assists                                   | Poäng                                     | Utv                                       | Matcher                                   | Mål                                       | Assists                                   | Poäng                                     | Utv                                       |                                           |          |
| ----------------------------------------------------- | ----------------------------------------------------- | ----------------------------------------------------- | ----------------------------------------- | ----------------------------------------- | ----------------------------------------- | ----------------------------------------- | ----------------------------------------- | ----------------------------------------- | ----------------------------------------- | ----------------------------------------- | ----------------------------------------- | ----------------------------------------- | ----------------------------------------- | -------- |
| 2011–2012                                             | Panthers de Lakeshore U15                             |                                                       | 21                                        | 2                                         | 3                                         | 5                                         | 22                                        | —                                         | —                                         | —                                         | —                                         | —                                         |                                           |          |
| 2012–2013                                             | Tigres du Lac St-Louis                                | LHEQ                                                  | 7                                         | 0                                         | 2                                         | 2                                         | 2                                         | —                                         | —                                         | —                                         | —                                         | —                                         |                                           |          |
| 2013–2014                                             | Tigres du Lac St-Louis                                | LHEQ                                                  | 17                                        | 2                                         | 14                                        | 16                                        | 2                                         | 7                                         | 3                                         | 3                                         | 6                                         | 6                                         |                                           |          |
|                                                       | Lions du Lac St-Louis                                 | LHMAAAQ                                               | 1                                         | 0                                         | 0                                         | 0                                         | 0                                         | 5                                         | 0                                         | 0                                         | 0                                         | 0                                         |                                           |          |
| 2014–2015                                             | Hotchkiss Bearcats                                    |                                                       | 24                                        | 2                                         | 8                                         | 10                                        | —                                         | —                                         | —                                         | —                                         | —                                         | —                                         |                                           |          |
| 2015–2016                                             | Hotchkiss Bearcats                                    |                                                       | 24                                        | 2                                         | 8                                         | 10                                        | —                                         | —                                         | —                                         | —                                         | —                                         | —                                         |                                           |          |
|                                                       | Connecticut Wolf Pack U18                             | AYHL                                                  | 4                                         | 1                                         | 5                                         | 6                                         | 0                                         | —                                         | —                                         | —                                         | —                                         | —                                         |                                           |          |
|                                                       | Connecticut Wolf Pack U18                             |                                                       | 21                                        | 1                                         | 4                                         | 5                                         | —                                         | —                                         | —                                         | —                                         | —                                         | —                                         |                                           |          |
| 2016–2017                                             | Hotchkiss Bearcats                                    |                                                       | 21                                        | 9                                         | 19                                        | 28                                        | —                                         | —                                         | —                                         | —                                         | —                                         | —                                         |                                           |          |
|                                                       | NV River Rats U18                                     |                                                       | 10                                        | 3                                         | 3                                         | 6                                         | 2                                         | —                                         | —                                         | —                                         | —                                         | —                                         |                                           |          |
| 2017–2018                                             | Omaha Lancers                                         | USHL                                                  | 13                                        | 1                                         | 5                                         | 6                                         | 10                                        | —                                         | —                                         | —                                         | —                                         | —                                         |                                           |          |
|                                                       | Des Moines Buccaneers                                 | USHL                                                  | 37                                        | 4                                         | 14                                        | 18                                        | 48                                        | —                                         | —                                         | —                                         | —                                         | —                                         |                                           |          |
| 2018–2019                                             | Harvard Crimson                                       | NCAA                                                  | 6                                         | 0                                         | 0                                         | 0                                         | 2                                         | —                                         | —                                         | —                                         | —                                         | —                                         |                                           |          |
| 2019–2020                                             | Harvard Crimson                                       | NCAA                                                  | 30                                        | 1                                         | 7                                         | 8                                         | 20                                        | —                                         | —                                         | —                                         | —                                         | —                                         |                                           |          |
| 2020–2021                                             | Harvard Crimson                                       | NCAA                                                  | Spelade ej på grund av covid-19-pandemin. | Spelade ej på grund av covid-19-pandemin. | Spelade ej på grund av covid-19-pandemin. | Spelade ej på grund av covid-19-pandemin. | Spelade ej på grund av covid-19-pandemin. | Spelade ej på grund av covid-19-pandemin. | Spelade ej på grund av covid-19-pandemin. | Spelade ej på grund av covid-19-pandemin. | Spelade ej på grund av covid-19-pandemin. | Spelade ej på grund av covid-19-pandemin. | Spelade ej på grund av covid-19-pandemin. |          |
| 2021–2022                                             | Harvard Crimson                                       | NCAA                                                  | 35                                        | 5                                         | 8                                         | 13                                        | 20                                        | —                                         | —                                         | —                                         | —                                         | —                                         |                                           |          |
| 2022–2023                                             | Toronto Marlies                                       | AHL                                                   | 69                                        | 4                                         | 12                                        | 16                                        | 118                                       | 5                                         | 0                                         | 1                                         | 1                                         | 4                                         |                                           |          |
| 2023–2024                                             | Toronto Maple Leafs                                   | NHL                                                   | 1                                         | 0                                         | 0                                         | 0                                         | 0                                         | —                                         | —                                         | —                                         | —                                         | —                                         |                                           |          |
|                                                       | Toronto Marlies                                       | AHL                                                   | 34                                        | 2                                         | 9                                         | 11                                        | 48                                        | —                                         | —                                         | —                                         | —                                         | —                                         |                                           |          |
| NHL totalt                                            | NHL totalt                                            | NHL totalt                                            | 1                                         | 0                                         | 0                                         | 0                                         | 0                                         | —                                         | —                                         | —                                         | —                                         | —                                         |                                           |          |
| AHL totalt                                            | AHL totalt                                            | AHL totalt                                            | 103                                       | 6                                         | 21                                        | 27                                        | 166                                       | 5                                         | 0                                         | 1                                         | 1                                         | 4                                         |                                           |          |
| NCAA totalt                                           | NCAA totalt                                           | NCAA totalt                                           | 71                                        | 6                                         | 15                                        | 21                                        | 42                                        | —                                         | —                                         | —                                         | —                                         | —                                         |                                           |          |
| USHL totalt                                           | USHL totalt                                           | USHL totalt                                           | 50                                        | 5                                         | 19                                        | 24                                        | 58                                        | —                                         | —                                         | —                                         | —                                         | —                                         |                                           |          |